# Kur
Eine Kur (von lateinisch cura „Heilung“, „Behandlung“, „Pflege“; „Sorge“ …) wird vom Deutschen Heilbäderverband als ein „Spektrum von Therapieverfahren“ definiert, das „zur Vorsorge, Rehabilitation bzw. Linderung bei chronischen Erkrankungen eingesetzt“ wird. Sie dient bei Patienten sowohl der Unterstützung bei der Genesung von Krankheiten und Leiden als auch der Stärkung einer (geschwächten) Gesundheit, oder bei Gesunden der Gesundheitsvorsorge. Ortsspezifische Heilmittel mit wissenschaftlich belegten Heilwirkungen werden an regelmäßig überprüften Einrichtungen in einem Heilbad mittels Heilverfahren angeboten.
Umgangssprachlich findet häufig eine Verwechslung der Kur mit der „Rehabilitationsmaßnahme“ statt. Alfred Wirth grenzt die beiden Arten wie folgt ab: Unter Kur versteht man eine Therapiemaßnahme mit ausschließlich ortsgebundenen Heilmitteln und physikalischen Behandlungsformen. Demgegenüber steht das moderne Rehabilitationskonzept mit Krankengymnastik, Diätetik, Psycho- und Verhaltenstherapie, ggf. Suchtentwöhnung und Gesundheitsbildung. „Vom Patienten verlangt man in der Rehabilitation Engagement und Eigenverantwortung. Zahlreiche Studien lassen darauf schließen, dass Patienten Kur mit Passivität und Erholung gleichsetzen.“

## Heilmittel und Heilverfahren
Die natürlichen, im Heilbad verorteten Heilmittel der Luft (Heilklima), des Wassers (Thermalwasser, Solewasser, Meerwasser, Mineral-Heilquelle) und des Bodens (Moor, Fango, Peloide, Heilgase etc.) sind die Grundlagen für verschiedene Heilverfahren und -therapien (zum Beispiel Trinkkur, Badekur, Kneipp-Kur, Thalasso-Therapie, Schroth-Kur, Terrainkur), die am Kurort angeboten werden. Physiotherapeutische und kurmedizinische Expertise an Ort und Stelle und die Nutzung der im Heilbad vorhandenen Kurbetriebseinrichtungen bringen Therapien und Heilmittel für Patienten und Konsumenten zur Anwendung.

## Geschichte

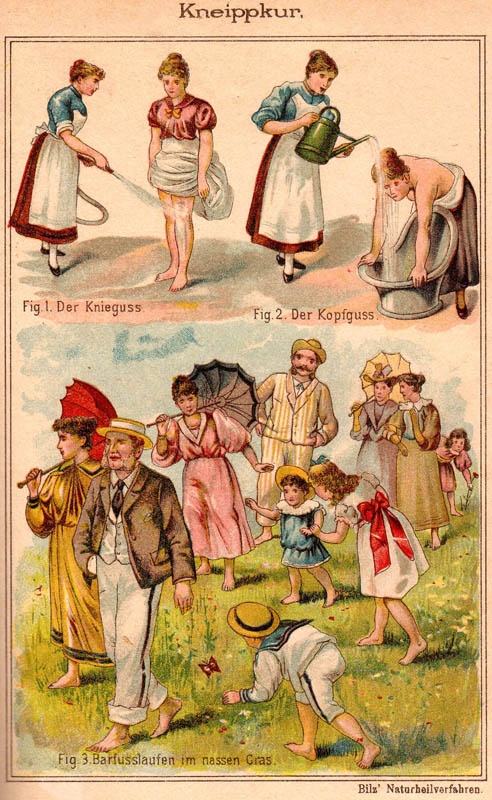
Kneippkur im 19. Jahrhundert

Schon im Altertum und im Mittelalter gab es Kurorte, zum Beispiel die Asklepieia. Heilende Quellen und dergleichen sollten die Menschen damals von ihren Leiden befreien. Auch war das Tote Meer schon zu Jesu Zeiten ein beliebter Ort für Wohlhabende, welche die wohltuende Kraft des salzigen Wassers zu schätzen wussten. Im Laufe der Zeit entwickelte sich eine Badekultur: In Deutschland gab es um 1900 über 300 Kurorte (ohne Seebäder) mit insgesamt etwa 600.000 Gästen pro Jahr.
Verschiedene Heilverfahren (darunter Diäten) werden als Kuren bezeichnet. So Obst-Kuren (Traubenkur, Zitronenkur), Milch- und Molkekur oder Heilerde-Kuren.

## Kostenübernahme durch Sozialversicherungsträger

### Deutschland
Gegenwärtig existieren zwei Maßnahmeformen, die der medizinischen Vorsorgeleistungen § 23 SGB V bzw. § 14 SGB VI und die der medizinischen Rehabilitation. Die Kostenübernahme für beide Formen durch einen Sozialversicherungsträger sind grundsätzlich an folgende allgemeine Voraussetzungen gebunden:
- die Maßnahme ist aus medizinischen Gründen erforderlich,
- sie wurde vom Arzt verordnet und ist vorher vom Kostenträger genehmigt worden.

#### Rechtliche Grundlagen
In den einschlägigen Gesetzen 
wird der Begriff „Kur“ nicht mehr verwendet; in den Versicherungsbedingungen privater Krankenversicherer und einigen anderen Regelungen findet er sich aber weiterhin.
Im Kurortegesetz des Landes Nordrhein-Westfalen war bis zum Jahr 2007 definiert: „Eine Kur dient durch wiederholte Anwendung vorwiegend natürlicher Heilmittel nach einem ärztlichen Plan der Gesunderhaltung oder Genesung des Menschen; in der Regel ist sie mit einem Ortswechsel verbunden.“ Oft haben Kurorte, die sich in der Regel auch in landschaftlich reizvoller Lage befinden, eigene Quellen mit Thermalwasser und sind mit vielfältigen Möglichkeiten ausgestattet, einen Patienten wieder gesunden zu lassen.
Die Grundlage für Rehabilitationsmaßnahmen bei gesetzlich Kranken- oder Rentenversicherten ist das SGB IX überschrieben mit „Rehabilitation und Teilhabe von Menschen mit Behinderungen“. Im § 6 SGB IX finden sich die einzelnen Rehabilitationsträger. Die beiden größten Rehabilitationsträger für gesetzlich Versicherte sind die Deutsche Rentenversicherung (SGB VI) und die Krankenkassen (SGB V).

#### Arten
Maßnahmen der Rehabilitation sind heutzutage wesentliche Schwerpunkte der Kostenübernahme durch die gesetzliche Sozialversicherung.
Neben den Rehabilitationsmaßnahmen gibt es die Mutter-/Vater-Kind-Maßnahmen nach § 24 Abs. 1 SGB V. „Maßnahmen der medizinischen Vorsorge und Rehabilitation“ dienen häufig der Wiederherstellung der Arbeitskraft. Deshalb ist in diesem Fall der Hauptleistungsträger die gesetzliche Rentenversicherung.
Für Menschen, die nicht (mehr) im Arbeitsleben stehen, übernehmen in der Regel die Krankenkassen die jeweiligen Maßnahmekosten, es können aber auch andere Rehabilitationsträger (zum Beispiel die Arbeitsverwaltung) zuständig sein.
Eine besondere Form der medizinischen Rehabilitation ist die so genannte Anschlussheilbehandlung (AHB) direkt nach einem Krankenhaus-Aufenthalt. Sehr oft werden Anschlussheilbehandlungen nach Operationen verordnet, damit die Wiederherstellung der Arbeitsfähigkeit erleichtert wird.
Es ist dabei üblich, dass die Krankenversicherungen – so auch die Beihilfe für Beamte – verlangen, die AHB innerhalb von zwei Wochen nach Entlassung aus dem Krankenhaus zu beginnen. Da die Krankenversicherungen auf der anderen Seite voraussetzen, dass die Heilmaßnahme schriftlich genehmigt werden muss, um finanziert zu werden, erweist sich dieser Zeitraum oft als sehr eng.
Voraussetzung für eine AHB ist die Verordnung des behandelnden Arztes im vorher besuchten Krankenhaus. Dessen ausführliche schriftliche Begründung ist dem Antrag an die Krankenkasse bzw. Beihilfestelle beizufügen. Viele Krankenhäuser verfügen über Sozialarbeiter, die für diese organisatorische Abwicklung der Beantragung und Genehmigung der AHB zuständig sind. Der Patient selbst oder Angehörige können sich ebenfalls mit dem Ziel, eine AHB zu bekommen, an den Sozialarbeiter wenden.
Die ambulante Vorsorgeleistung (früher „Offene Badekur“) ist seit 2021 nach § 23 SGB V wieder Pflichtleistung der gesetzlichen Krankenkassen. Zunehmend an Bedeutung gewinnen privat finanzierte Kuraufenthalte. Werbliche Aktionen der Heilbäderverbände versuchen die Kur als Qualitätsmarke zu fördern, so die Aktion „Wir sind die Kur“ des Hessischen Heilbäderverbandes. Mittlerweile haben sich spezialisierte Reiseveranstalter auf die Durchführung von Privatkuren konzentriert, die ein umfangreiches Angebot für Kuraufenthalte in Deutschland, Europa und am Toten Meer organisieren.

### Österreich
Unter „Kurheilverfahren“ wird ein Aufenthalt mit Maßnahmen der Gesundheitsvorsorge verstanden. Beim überwiegenden Teil – 269.208 Aufenthalte im Jahr 2016 übernimmt ein Sozialversicherungsträger die Kosten, wobei je nach Einkommen ein Selbstbehalt von täglich zwischen € 8,20 und € 19,91 (Werte 2018) vorgesehen ist.

Das Ziel bei Berufstätigen ist die Erhaltung der Leistungsfähigkeit, bei Pensionisten soll Pflegebedürftigkeit vermieden bzw. reduziert werden. Für Erwerbstätige und Pensionisten ist der Pensionsversicherungsträger zuständig, für mitversicherte Angehörige der Krankenversicherungsträger, wobei Kuraufenthalte freiwillige Leistungen der jeweiligen Träger sind und somit auch kein Rechtsanspruch besteht.

Ein Kurheilverfahren hat als Schwerpunkt eine Indikation. Seit 2017 gibt es seitens der PVA bei Erkrankungen des Stütz- und Bewegungsapparates die „Gesundheitsvorsorge Aktiv“ (GVA), welche, je nach Notwendigkeit, weitere Module wie „mentale Gesundheit“ beinhaltet. Die GVA ersetzt seit 2019 das frühere Kurheilverfahren.
Eine Kur kann man sich auch jederzeit privat finanzieren und in seinem Urlaub als Kurgast die Gesundheit gezielt stärken oder zum Beispiel altersbedingte Beschwerden lindern. Der Anteil der privat zahlenden Kurgäste ist – trotz Sozialversicherung – auch heute sehr beachtlich.
Alle Anwendungen in einer Kur müssen in einer Kuranstalt oder zumindest einem Kurmittelhaus erfolgen, damit eine ärztliche Aufsicht und falls nötig erste Hilfe gewährleistet ist.